# تپه چیا غلامعلی
تپه چیا غلامعلی مربوط به دوران پیش از تاریخ ایران باستان است و در شهرستان دلفان، بخش مرکزی، روستای اسدآبادی سفلی واقع شده و این اثر در تاریخ ۲۵ اسفند ۱۳۸۰ با شمارهٔ ثبت ۵۰۶۵ به‌عنوان یکی از آثار ملی ایران به ثبت رسیده است.